# Маленький принц (фильм, 1974)
«Маленький принц» (англ. The Little Prince) — англо-американский фильм-мюзикл 1974 года по сценарию Алана Джей Лёрнера. Снят на основе одноименной книги Антуана де Сент-Экзюпери, изданной в 1943 году.
Фильм и его музыка не увенчались успехом в прокате, но стали довольно популярными после театральной постановки, и были выпущены для продажи на различных носителях.

## Сюжет
Сюжет фильма основан на одноименной книге Антуана Экзюпери. В нём рассказывается о летчике (Ричард Кайли), который был вынужден совершить аварийную посадку в пустыне Сахара. Там он встречает маленького мальчика, Маленького принца (Стивен Уорнер), который спустился на Землю с астероида B-612. В последующие дни летчик слушает рассказы о его прошлых путешествиях по Вселенной.
За время путешествия от планеты к планете Маленький принц встречает странных взрослых с разных астероидов с искаженными или странными взглядами на жизнь. Наконец, он достигает Земли. На ней он получает самые важные уроки жизни от Лиса (Джин Уайлдер) и Змея (Боб Фосс). Перед смертью он пытается разделить эти уроки с летчиком. Летчик пытается спасти Маленького принца, но мальчик утром исчезает. Летчик ищет его в пустыне, но потом понимает, что Маленького принца не существовало вовсе. Вскоре пилот восстанавливает свой самолет и улетает, но в звездную ночь слышит смех Маленького принца, полагая, что мальчик вернулся домой.

## В ролях
- Ричард Кайли — Пилот
- Стивен Уорнер — Маленький принц
- Боб Фосс — Змей
- Джин Уайлдер — Лис
- Донна МакКекни — Роза
- Джосс Экленд — Король
- Грэм Кроуден — Генерал
- Виктор Спинетти — Историк
- Клайв Ревилл — Делец (также исполнение песни You're A Child)

## Съёмочная группа
- Сценарий: Алан Джей Лёрнер
- Режиссёр: Стенли Донен
- Оператор-постановщик: Кристофер Чэллис
- Художник-постановщик: Джон Бэрри
- Композитор: Фредерик Лоу, Анджела Морли

## Награды и номинации
Премия «Оскар» (1975):
- Лучшая музыка: Запись песен к фильму, адаптация партитуры — Алан Джей Лернер, Фредерик Лоу (запись песен), Анджела Морли, Дуглас Геймли (адаптация партитуры) (номинация)
- Лучшая песня к фильму — Little Prince — музыка: Фредерик Лоу, слова: Алан Джей Лернер (номинация)

Премия «Золотой глобус» (1975):
- Лучший фильм: Комедия или мюзикл (номинация)
- Самый многообещающий актёр — Стивен Уорнер (номинация)
- Лучшая музыка к фильму — Фредерик Лоу и Алан Джей Лёрнер (награда)
- Лучшая песня — I Never Met a Rose — музыка: Фредерик Лоу, слова: Алан Джей Лёрнер (номинация)